# Andreas Stadler
Andreas Stadler (31 luglio 1896 – 14 febbraio 1941) è stato un sollevatore austriaco.

## Biografia
Vinse la medaglia d'oro ai Campionati mondiali di Vienna del 1923 nei pesi piuma (fino a 60 kg.) e la medaglia d'argento nella stessa categoria alle Olimpiadi di Parigi 1924.
Partecipò anche alle Olimpiadi di Amsterdam 1928, terminando al sesto posto.
Durante la sua carriera realizzò un record del mondo nella prova di slancio della categoria dei pesi piuma.

## Palmarès

### Olimpiadi
- Argento a Parigi 1924 nei pesi piuma.

### Mondiali
- Oro a Vienna 1923 nei pesi piuma.